# Xysticus indiligens
Xysticus indiligens is een spinnensoort uit de familie van de krabspinnen (Thomisidae).
De wetenschappelijke naam van de soort werd in 1837 als Thomisus indiligens gepubliceerd door Charles Athanase Walckenaer.